# Universidad Nacional de Huancavelica

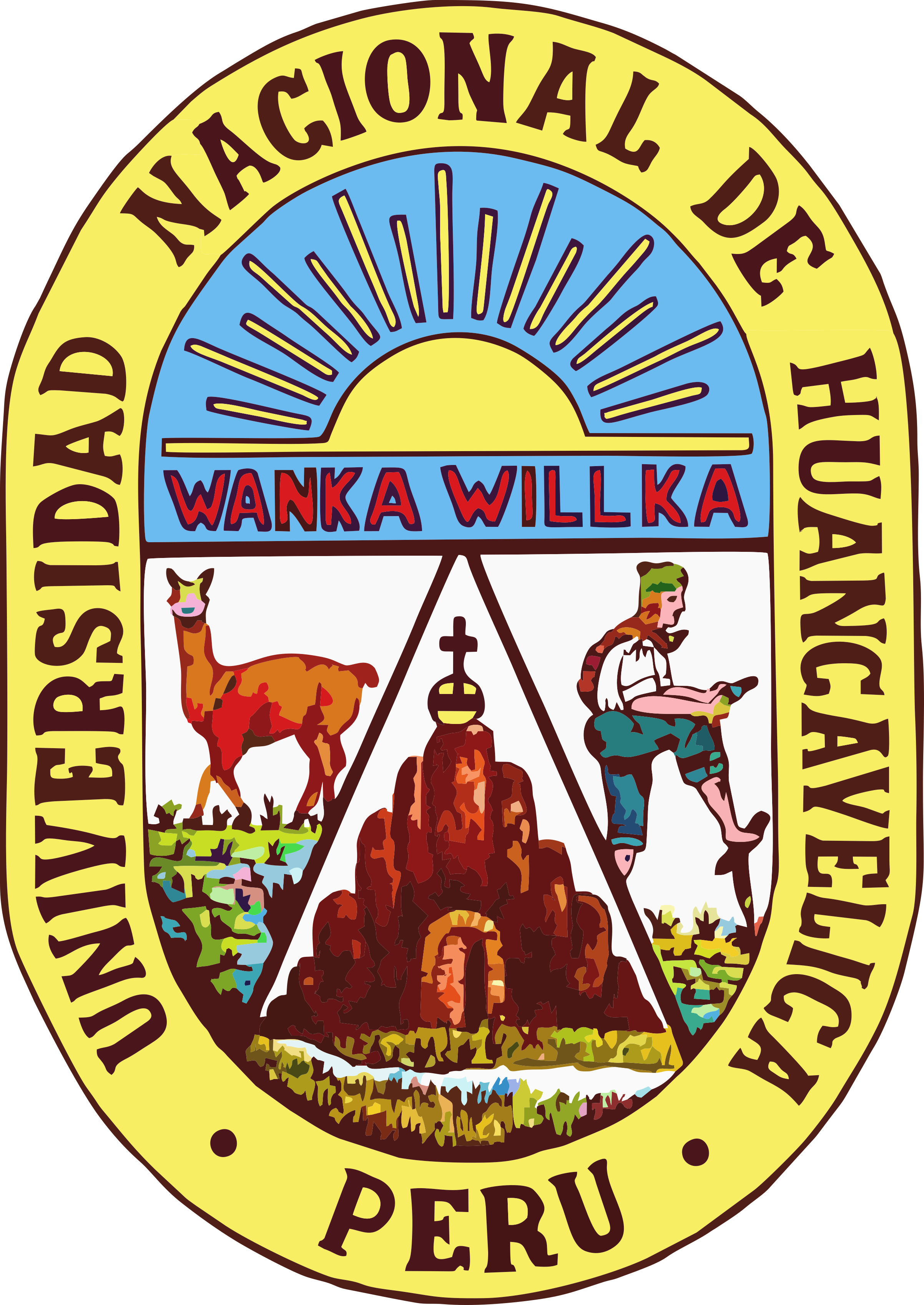
Logo

La Universidad Nacional de Huancavelica (siglas: UNH) es una universidad pública peruana, ubicada en la ciudad de Huancavelica en la localidad de Paturpampa. Fue fundada el 20 de junio de 1990.

## Reseña histórica
A finales del siglo XIX, se realizó el desarrollo de la presentación de una serie de proyectos para la creación de una universidad en Huancavelica se remonta desde la época del gobierno del Gral. Manuel A. Odría, hasta el período del primer régimen aprista, tiempo en el que el diputado Dr. Moisés Tambini del Valle presentó un Proyecto de Creación de esta universidad y que luego fue aprobado por la Ley N.º 25265, la misma que se promulgó y se publicó el 20 de junio de 1990, creando la Universidad Nacional de Huancavelica con las siguientes facultades: Ciencias de Ingeniería, Educación y Enfermería, siendo la primera Universidad peruana de carácter descentralizada.
La instalación oficial de la UNH se realizó un domingo 14 de octubre del año 1990, suceso que pasó al libro de oro de hechos históricos de Huancavelica, ante la presencia de las autoridades de la localidad, miembros de la comisión de la Asamblea Nacional de Rectores y cientos de ciudadanos. El 28 de abril del siguiente año en una apoteósica ceremonia y apadrinado por el Ing. Alberto Benavides de la Quintana, se colocó la primera piedra de la ciudad universitaria en su ubicación actual Paturpampa. El 4 de abril de 1992, con 860 jóvenes, se dio inicio a las actividades académicas tanto en Huancavelica como en las subsedes descentralizadas de Acobamba, Angaraes y Tayacaja.
Luego de varios años de funcionamiento, el 31 de mayo del 2000, el estamento estudiantil de la UNH dirigido por la FEUNH, se alzó en protesta por la demora para su institucionalización, hubo toma de local y el 9 de junio ante la demora de la demanda estudiantil se realiza la marcha multitudinaria hacía la Asamblea Nacional de Rectores en Lima. El 22 de junio se autorizó el proceso definitivo de institucionalización en un plazo de 100 días. De esta manera se obtuvo la autonomía universitaria. Actualmente la universidad goza de plena autonomía académica, normativa, gobernativa, administrativa y económica.
Hitos históricos que corresponden a los últimos años y que merecen resaltar:
| 20 de junio de 1990                                                       | 14 de octubre de 1990                                          | 31 de mayo del 2000 |
| ------------------------------------------------------------------------- | -------------------------------------------------------------- | --- |
| Creación de la Universidad Nacional de Huancavelica                       | Instalación Oficial de la Universidad Nacional de Huancavelica | Institucionalización |
| La creación de la Universidad Nacional de Huancavelica, por Ley N° 25265. | Su instalación en el lugar denominado Paturpampa.              | Logra su ansiada institucionalización, de tal modo que el 29 de noviembre ese mismo año, se eligieron y proclamaron a sus autoridades. |

## Facultades
La Universidad Nacional de Huancavelica cuenta con 9 facultades.
| Facultad                                            | Escuela                                     |
| --------------------------------------------------- | ------------------------------------------- |
| Facultad de Ciencias de la Educación                | Educación Inicial e Intercultural Bilingüe  |
| Facultad de Ciencias de la Educación                | Educación Primaria e Intercultural Bilingüe |
| Facultad de Ciencias de la Educación                | Ciencias Sociales y Desarrollo Rural        |
| Facultad de Ciencias de la Educación                | Matemática, Computación e Informática       |
| Facultad de Ciencias Empresariales                  | Administración                              |
| Facultad de Ciencias Empresariales                  | Contabilidad                                |
| Facultad de Ciencias Empresariales                  | Economía                                    |
| Facultad de Derecho y Ciencias Políticas            | Derecho y Ciencias Políticas                |
| Facultad de Ciencias de Ingeniería                  | Zootecnia                                   |
| Facultad de Ciencias de Ingeniería                  | Ingeniería Civil - Huancavelica             |
| Facultad de Ciencias de Ingeniería                  | Ingeniería Ambiental y Sanitaria            |
| Facultad de Ingeniería Electrónica Sistemas         | Ingeniería Electrónica                      |
| Facultad de Ingeniería Electrónica Sistemas         | Ingeniería de Sistemas                      |
| Facultad de Ciencias Agrarias                       | Agronomía                                   |
| Facultad de Ciencias Agrarias                       | Ingeniería Agroindustrial                   |
| Facultad de Ingeniería de Minas - Civil - Ambiental | Ingeniería de Minas                         |
| Facultad de Ingeniería de Minas - Civil - Ambiental | Ingeniería Civil - Lircay                   |
| Facultad de Enfermería                              | Enfermería                                  |
| Facultad de Ciencias de la Salud                    | Obstetricia                                 |

## Investigación

### Instituto de investigación
- Instituto de Ciencias de la Ingeniería
- Instituto de Ciencias de la Salud
- Instituto de Ciencias Sociales

## Rankings académicos
En los últimos años se ha generalizado el uso de rankings universitarios internacionales para evaluar el desempeño de las universidades a nivel nacional y mundial; siendo estos rankings clasificaciones académicas que ubican a las instituciones de acuerdo a una metodología científica de tipo bibliométrica que incluye criterios objetivos medibles y reproducibles, tomando en cuenta por ejemplo: la reputación académica, la reputación de empleabilidad para los egresantes, la citas de investigación a sus repositorios y su impacto en la web. Del total de 92 universidades licenciadas en el Perú, la Universidad Nacional de Huancavelica se ha ubicado regularmente dentro del tercio medio a nivel nacional en determinados rankings universitarios internacionales.